# (2202) Pele
(2202) Pele (1972 RA) – planetoida z grupy Amora okrążająca Słońce w ciągu 3,47 lat w średniej odległości 2,29 au. Odkryta 7 września 1972 roku.

## Nazwa
To ciało niebieskie otrzymało nazwę po Pele – bogini ognia, błyskawic i wulkanów występującej w mitologii hawajskiej. Pele stworzyła Hawaje i zamieszkała w wulkanie Kīlauea, po tym jak została zmuszona do odejścia przez swoją siostrę i boginię morza, Nāmakę. Międzynarodowa Unia Astronomiczna opublikowała nazwę 1 czerwca 1980 w cyrkularzu IAU Minor Planet Center